# Saláta (étel)

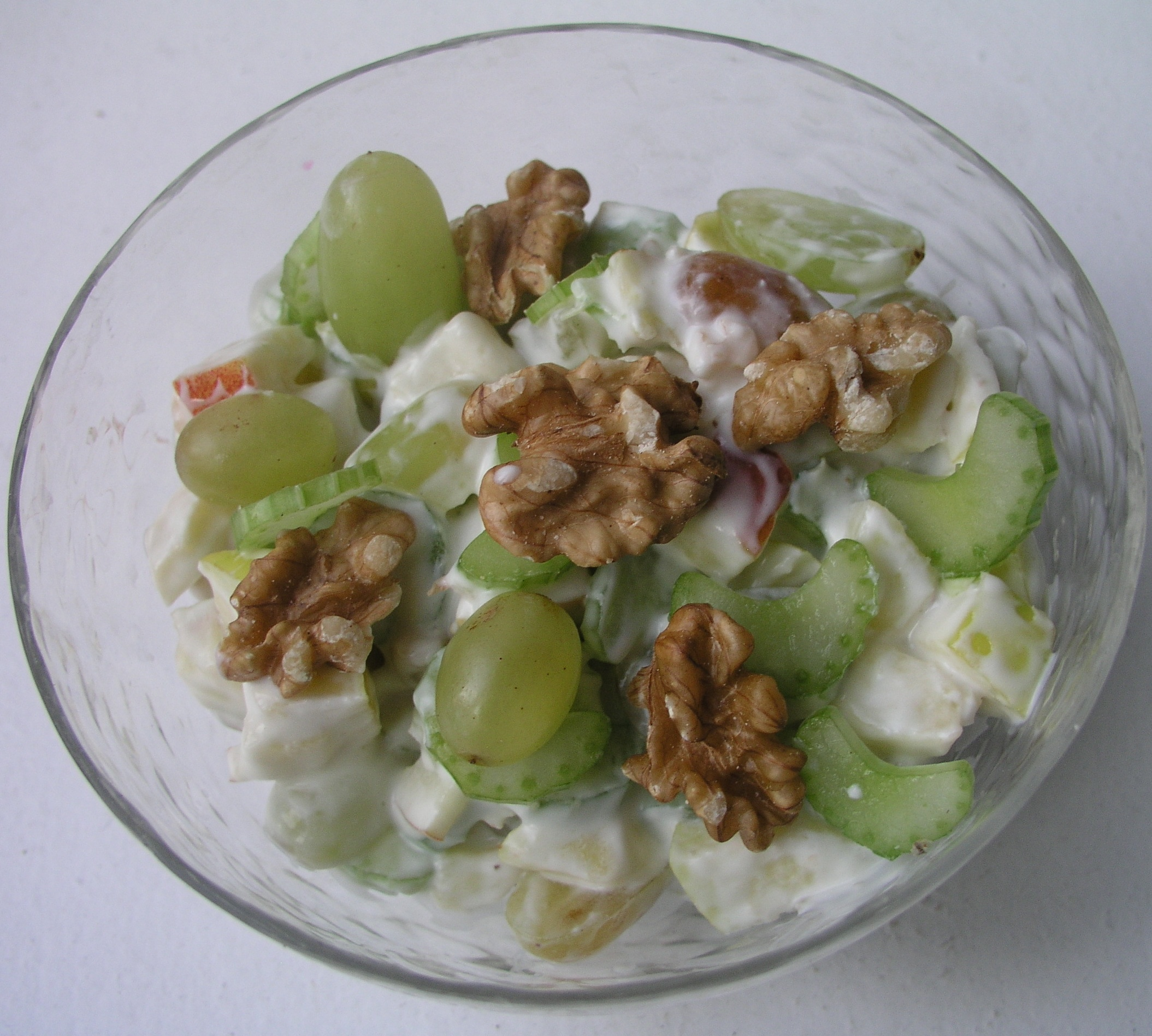
Waldorf-saláta

A saláta több alapanyag keverékéből készült, általában hidegkonyhai étel, amit önállóan vagy köretként fogyasztanak. 

## A név eredete
Annak ellenére, hogy a magyar nyelvben a saláta nemcsak az ételt, hanem a fejes salátát is jelenti, ez nem jelenti azt, hogy a fejes saláta mindegyik salátának az alkotórésze. Számos nyelvben a két fogalomra eltérő szavakat használnak, például angolul a „salad” az ételt, a „lettuce” a fejes salátát jelenti.

## Története
Már az 1742-ben kiadott „Nagyszombati Szakácskönyv” is több salátanövényt és receptet ír le.
Megemlíti, hogy káposzta, burgonya, hagyma, de turbolya, cikória, nagy lapú, martilapu salátákat is készítettek elődeink.

## Elkészítése
Ha a salátákat úgy készítjük, hogy alapanyagaik – a darabolástól eltekintve – nyersek maradnak, megmaradnak a bennük lévő vitaminok, olajok hozzáadásával pedig nem csak ízletesebbek, zamatosabbak, hanem a szervezetünk számára fontos anyagok, a vitaminok felszívódását is megkönnyítjük. A saláta-alapanyagok főzésük közben főleg a C-vitamin tartalmukat veszítik el, ezért csak a szükséges ideig főzzük, vagy pároljuk. Viszonylag magas tápértékük és nagy vitamintartalmuk miatt, az egészséges táplálkozás, a feljavító, és diétás étkezés nélkülözhetetlen kellékei.
Napjainkban a saláta egy életmód: lehet az salad, salat, insalata, vagy saláta, a célja egyértelmű: vagy előételnek, vagy akár az adott alkalom (fogadás, party, vacsora, ebéd stb.) fő attrakciójának is tekinthetjük.
Nagyon változatosan készíthetők, ha az alapanyagok ismeretében, és a családtagok ízlését ismerve, szinte néhány perc alatt készíthetünk változatos reggeltől estig fogyasztható ételeket.
Előételnek, vagy önálló főételnek is készíthetjük. A jó saláta készítésének alapfeltétele, hogy a fűszerezésben, az ízesítő levek, dresszingek elkészítésében kiismerjük magunkat és a családtagok igényeit, ízlését ismerve változatosan készítsük.
A majonéz vagy ketchup és egyéb dresszingek, de az egyszerű ecetes salátalé is többféle módon készíthető, a bennük lévő fűszerek mennyiségének, fajtájának megváltoztatásával.

## Fűszerezés
A fűszerezésre elsősorban a zöld fűszereket, vagyis a frissen szedett bazsalikom, zöldpetrezselyem, tárkony, kapor, snidling, vöröshagyma, zellerzöld, borsikafű, kapribogyó használnak.
Borecet, olivaolaj.

## Közismert saláták
- Almasaláta
- Articsóka saláta
- Burgonyasaláta
- Céklasaláta
- Cézársaláta
- Cikóriasaláta
- Cukkini saláta
- Csicsókasaláta
- Franciasaláta
- Görög saláta
- Gyümölcssaláta
- Káposztasaláta
- Karfiolsaláta
- Lencsesaláta
- Orosz hússaláta
- Paradicsomsaláta
- Répasaláta
- Reteksaláta
- Római saláta
- Sopszka saláta
- Spárgasaláta
- Svéd gombasaláta
- Szardíniasaláta
- Uborkasaláta
- Vegyes zöldségsaláta
- Waldorf saláta